# لغة الإشارة العربية الشرقية
لغة الإشارة العربية الشرقية المعروفة أيضاً بلغة الإشارة السريانية الفلسطينية هي لغة الإشارة (الصماء) للأردن، فلسطين، سوريا ولبنان. على الرغم من وجود بعض الفروقات في المفردات بين الدول الأربع، إلا أن هذا ليس أكبر بكثير من الاختلافات الإقليمية داخلها، إن قواعد هذه الدول موحدة تماماً، والوضوح المتبادل بينها عالٍ، مما يشير إلى أنها لهجات لغة واحدة(هندريكس 2008).
تتبع اللغة عادةً اسم البلد، على النحو الاتي:

- لغة الإشارة الأردنية :Jordanian SL.
- لغة الإشارة اللبنانية :Lebanese SL.
- لغة الإشارة الفلسطينية :Palestinian SL.
- لغة الإشارة السورية : Syrian SL.